# 格拉比利亞斯區
格拉比利亞斯區（西班牙語：Gravilias），是哥斯達黎加的一個區，位於該國中部聖何塞省，面積2.97平方公里，海拔高度1,150米，2011年人口15,024，人口密度每平方公里5,059人。